# Paul Rosenberger
Paul Rosenberger (* 25. Februar 1897 in Deutsch Jahrndorf; † 22. Dezember 1981 ebenda) war ein österreichischer Landwirt und Politiker (SPÖ). Er war Abgeordneter zum Burgenländischen Landtag und Abgeordneter zum Nationalrat.

## Leben
Paul Rosenberger wurde als Sohn des Kleinhäuslers Matthias Rosenberger aus Deutsch-Jahrndorf geboren und wuchs mit seinem Bruder Hans Rosenberger auf. Er besuchte die Volksschule und war in der Folge als Landarbeiter und Landwirt in Deutsch-Jahrndorf tätig. Er absolvierte zwischen 1915 und 1918 seinen Militärdienst.

## Politik
Rosenberger engagierte sich nach dem Weltkrieg in der Sozialdemokratischen Arbeiterpartei. Rosenberger wurde 1927 zum Bezirksparteiobmann der Sozialdemokratischen Arbeiterpartei im Bezirk Neusiedl am See gewählt und war zudem Mitglied des Landesparteivorstandes und der Landesparteikontrolle. Rosenberger gehörte zwischen dem 20. Mai 1927 und dem 12. Februar 1934 dem Burgenländischen Landtag an, verlor jedoch sein Mandat in der Folge des Verbots der Sozialdemokratischen Arbeiterpartei nach der Niederschlagung der Februarkämpfe. In der Folge war Rosenberger auf Grund seines politischen Engagements 1935, 1938 sowie 1944 für kurze Zeit in politischer Haft. Rosenberger war während des Zweiten Weltkriegs dem Hilfsgrenzdienst zugeteilt.
Nach dem Ende des Zweiten Weltkriegs war Rosenberger von 1945 bis 1947 Bürgermeister von Deutsch Jahrndorf und vertrat die SPÖ vom 19. Dezember 1945 bis zum 14. Dezember 1962 im Nationalrat. Er war 1946 geschäftsführender Obmann des Österreichischen Arbeitsbauernbundes-Burgenland und ab 1950 dessen Obmann. Ab 1947 war Rosenberger zudem Zweiter bzw. von 1958 bis 1962 Dritter Präsident der Burgenländischen Landwirtschaftskammer. Ihm wurde 1954 der Berufstitel Ökonomierat verliehen.